# 卢卡斯·莫拉
卢卡斯·罗德里格斯·莫拉·达席尔瓦（葡萄牙語：Lucas Rodrigues Moura da Silva；1992年8月13日—），通称盧卡斯·摩拉（葡萄牙語：Lucas Moura，發音：[ˈlukaz ˈmowɾɐ]），是一名巴西足球运动员，司职攻击中场或边锋，现在效力于巴西足球甲級聯賽球會聖保羅。他也是巴西国家足球队的成员。

## 俱乐部生涯
莫拉先后在尤文图斯竞技和科林蒂安接受足球青训，2005年转投圣保罗。2010年，未满18岁的莫拉被提升进入圣保罗一线队，并在2010赛季巴甲联赛出场25次，贡献4个进球和4次助攻。2011赛季，他的表现更进一步，在所有比赛中出场43次，进球13个并且助攻8次，其中在巴甲联赛的28次出场中取得9个进球4次助攻的成绩。 他的表现引起曼联、曼城和国际米兰等欧洲豪门的关注和争夺。2012年8月8日，法国足球甲级联赛球队巴黎圣日耳曼宣布已经与莫拉以及圣保罗俱乐部达成协议，在2013年1月正式加盟球队， 据报道他的转会金额高达4500万欧元。
在2017年夏天巴黎圣日耳曼先後引進及後，莫拉在球隊的上場機會大幅减少，在2017/18的上半季僅能六場聯賽中以後備上場。最終莫拉在2018年一月加入英超球會熱刺，轉會費2500萬歐元，及簽下五年半的合約。
2019年5月9日，莫拉在欧冠半决赛时最后一分钟上演帽子戏法，最终热刺客场3-2绝杀阿贾克斯（总比分3-3，热刺凭借客场进球较多获胜），历史上首次闯入欧冠决赛。

## 国家队生涯
莫拉是巴西各级别国家青年队的常客。2011年2月，他入选巴西U20国家队参加南美青年足球錦標賽，并在决赛中上演帽子戏法，帮助球队6比0击败乌拉圭U20夺冠。
2011年3月27日，莫拉首次代表巴西国家足球队出场，对手是苏格兰。7月，他入选巴西国家队参加2011年美洲國家盃的最终名单，并在小组赛对阵巴拉圭和厄瓜多尔的比赛中两度替补登场。巴西在八强战中点球决战不敌巴拉圭被淘汰，但莫拉并没有在这场比赛登场。9月28日，他在巴西客场2比0击败阿根廷的比赛中射进在成年国家队的首个进球。
2012年7月，莫拉入选巴西国奥队参加2012年伦敦奥运会男子足球比賽的18人名单。

## 榮譽
聖保羅
- 聖保羅青年盃冠軍：2010[7]
- 南美球會盃冠軍：2012[8]
- 巴西杯冠軍：2023

巴黎聖日耳門
- 法国足球甲级联赛冠軍：2012–13，2013-14，2014-15，2015-16
- 法國盃冠軍：2014-15、2015-16，2016-17
- 法國聯賽盃冠軍：2013-14、2014-15、2015-16、2016-17
- 法國超級盃冠軍：2013、2014、2015、2016

熱刺
- 歐洲冠軍聯賽亞軍：2018–19

## 外部連結
- 足球数据库：卢卡斯·莫拉的球员统计数据
- Soccerway資料庫：卢卡斯·莫拉